# Лайонс, Брук
Брук Э́шли Ла́йонс (англ. Brooke Ashley Lyons; 8 ноября 1980, Вашингтон, США) — американская актриса

 и писательница.

## Биография и карьера
Брук Эшли Лайонс родилась 8 ноября 1980 года в Вашингтоне, США, в семье пластического хирурга Джеймса Р. Лайонса и танцовщицы Пенни А. Лайонс (в девичестве Соуса). У неё есть итальянские, ирландские и португальские корни, а росла она в Фэрфилде, Нью-Хейвене, штат Коннектикут, и ряде других городов в штате.
В детстве она страдала от сколиоза, что помешало ей продолжить карьеру балерины. Перед тем, как ей поставили диагноз, она изучала танцы в Школе балета Джоффри, Новой балетной школе Новой Англии в Коннектикуте, в Бостонской балетной компании и путешествовала во Францию. Она носила ортопедический корсет на протяжении всего года во время учёбы девятом классе She ultimately had surgery to correct her spine.. В конечном счёте, она перенесла операцию по исправлению позвоночника. В то время как она была новичком в Йельском университете, она основала Ассоциацию сколиоза штата Коннектикут и написала о своём опыте борьбы с заболеванием в книге «Сколиоз: восхождение по кривой» The book was published before she began classes at Yale in 1999.. Книга была опубликована до того, как она начала занятия в Йельском университете в 1999 году.
Во время учёбы в Йельском университете она специализировалась на английской литературе и была членом Манускриптного общества «Искусство и письма».
Начиная с 2004 года, Лайонс появилась в телесериалах «Отчаянные домохозяйки», «Две девицы на мели», «Пожизненный приговор», в последних двух сыграла роли второго плана, и ряде других.
С 26 апреля 2014 года Лайонс замужем за кинопродюсером Максом Оссвальдом. У супругов есть двое детей — сын Себастиан Оссвальд (род. 27 августа 2017) и дочь Ларк Лайонс Оссвальд (род. 18 апреля 2020).

## Избранная фильмография
| Год       |   | Русское название                        | Оригинальное название       | Роль                  |
| --------- | - | --------------------------------------- | --------------------------- | --------------------- |
| 2008      | ф | Добро пожаловать домой, Роско Дженкинс! | Welcome Home Roscoe Jenkins | Эми                   |
| 2009      | с | Отчаянные домохозяйки                   | Deperate Housewives         | Кэндис                |
| 2011      | с | Закон и порядок: Лос-Анджелес           | Law & Order: LA             | Грета Томас           |
| 2011—2012 | с | Две девицы на мели                      | 2 Broke Girls               | Пич Лэндис            |
| 2012      | с | В стиле Джейн                           | Jane by Design              | Бёрди                 |
| 2012      | с | Дорогой доктор                          | Royal Pains                 | Талия Кларк           |
| 2013      | с | Сумасшедшие                             | The Crazy Ones              | Нэнси                 |
| 2013      | с | Ясновидец                               | Psych                       | Элиза МакКардл        |
| 2014      | с | Два с половиной человека                | Two and a Half Men          | Гвен                  |
| 2014      | с | Управление гневом                       | Anger Management            | Доктор Эверхарт       |
| 2014      | с | Бездельник                              | Deadbeat                    | Кровавая Мэри         |
| 2014      | с | У друзей жизнь лучше                    | Friends with Better Lives   | Линда                 |
| 2014      | с | Восприятие                              | Perception                  | Энни                  |
| 2015      | с | Одно большое счастье                    | One Big Happy               | Эрика                 |
| 2015      | с | Бывшие                                  | The Exes                    | Софи                  |
| 2015      | с | Любовники                               | The Affair                  | Иден Эллери           |
| 2016      | с | Дедушка поневоле                        | Grandfathered               | Джульет               |
| 2016      | с | Проект Минди                            | The Mindy Project           | Тереза Миллер         |
| 2016      | с | Кости                                   | Bones                       | Кэти Стобер           |
| 2018      | с | Пожизненный приговор                    | Life Sentence               | Элизабет Эбботт Рохас |